# Chaldäische Orakel
Chaldäische Orakel (griechisch λόγια Χαλδαικά lógia Chaldaiká) ist eine erstmals im 5. Jahrhundert bezeugte Bezeichnung für ein antikes religiöses Lehrgedicht (oder eine Sammlung von Gedichten) in griechischer Sprache. Es behandelt die Kosmologie und die Seelenlehre unter dem Gesichtspunkt der angestrebten Erlösung und gibt Verhaltensregeln und Anweisungen für die Theurgie, mit der die Erlösung erlangt werden soll. Die Orakel standen in den Kreisen, in denen sie als authentische Offenbarungen von Göttern galten, in höchstem Ansehen.

## Überlieferung
Die Dichtung ist als Ganzes nicht erhalten geblieben. Von den wohl in der zweiten Hälfte des 2. Jahrhunderts entstandenen Versen (Hexametern) sind nur 210 sicher authentische und 16 zweifelhafte Fragmente erhalten. Auch das kommentierende Schrifttum der antiken Neuplatoniker ist verloren.
Rund vier Fünftel der Fragmente stammen von dem spätantiken Neuplatoniker Proklos; sie sind teils in seinen erhaltenen Werken, teils in Zitaten aus einem verlorenen Werk überliefert. Der Rest ist größtenteils dem spätantiken Neuplatoniker Damaskios zu verdanken.
Die Fragmente hat Wilhelm Kroll gesammelt und 1894 in einer lateinisch abgefassten Abhandlung veröffentlicht. Heute werden die Fragmente nach der Nummerierung in der erstmals 1971 erschienen kritischen Ausgabe von Édouard des Places zitiert.

## Entstehung
Als Verfasser der Orakel gilt traditionell Julian der Theurg, der zusammen mit seinem Vater Julian dem Chaldäer im 2. Jahrhundert gelebt und mit ihm bei der Aufzeichnung der Offenbarungen zusammengewirkt haben soll. Über seine Tätigkeit berichtet der ihm gewidmete Eintrag in der Suda, einem byzantinischen Lexikon:
Julian, der Sohn des Vorgenannten (Julians des Chaldäers), lebte zur Zeit des Kaisers Marcus Antoninus (Mark Aurel). Auch er verfasste Theurgika, Telestika und Sprüche in Versen sowie weitere von Verborgenem handelnde Werke über diese Art von Wissen. Einmal soll er, als die Römer am Verdursten waren, dunkle Gewitterwolken herbeibeschworen und schweren Regen mit aufeinander folgenden Donnerschlägen und Blitzen erzeugt haben. Es heißt, Julian habe dies durch ein gewisses Wissen vollbracht. Andere behaupten jedoch, der ägyptische Philosoph Arnouphis habe das Wunder verrichtet.
Die in der Suda angeführten „Sprüche in Versen“ (Lógia di' epōn) Julians des Theurgen werden mit den Chaldäischen Orakeln identifiziert. Von dem „Regenwunder“ berichtet auch der Geschichtsschreiber Cassius Dio; es ereignete sich während eines Feldzugs Mark Aurels. Die Römer wurden an einem Ort ohne Wasser von den Feinden eingeschlossen und waren am Verdursten, als ein plötzlich auftretendes Gewitter die Rettung brachte. Die christliche Version der Legende behauptete,  das Gebet der Christen im Heer habe die Rettung bewirkt.
Der in der Suda erwähnte Ägypter Arnouphis ist eine auch inschriftlich bezeugte historische Gestalt. Cassius Dio bezeichnet ihn als Gefährten Mark Aurels und erwähnt, dass ihm das Regenwunder zugeschrieben wurde. Daher geht die Forschung davon aus, dass in der ursprünglichen Version der Erzählung Arnouphis als tatsächlicher oder zumindest möglicher Urheber des Wunders Erwähnung fand und dass seine Rolle erst viel später – im späten dritten oder frühen vierten Jahrhundert – auf Julian den Theurgen übertragen wurde, entweder weil Julian damals bekannter war als Arnouphis oder weil man ihm dadurch Autorität verschaffen wollte. Wenn dies zutrifft, ist mit der Möglichkeit zu rechnen, dass Julian der Theurg und sein Vater erfundene Gestalten sind, denn in der Zeit vor dem späten dritten Jahrhundert sind in den Quellen keine Hinweise auf ihre Existenz zu finden. Falls Julian der Theurg nicht der Verfasser der Orakel ist, sind sie vielleicht erst im 3. Jahrhundert entstanden. John Vanderspoel nimmt Entstehung im Zeitraum 280–305 an und vermutet, der Verfasser könne Iulius Iulianus sein, der Großvater des Kaisers Julian. Anderer Meinung ist Polymnia Athanassiadi; sie hält die Zuschreibung der Chaldäischen Orakel an Julian den Theurgen für glaubwürdig.
Unklar ist, ob die Bezeichnungen „chaldäisch“ und „Chaldäer“ konkret oder metaphorisch zu verstehen sind oder beides. Sie können sich darauf beziehen, dass Julian der Chaldäer (tatsächlich oder angeblich) aus Chaldäa (oder allgemeiner: aus dem Orient) stammte, oder darauf, dass man die in den Orakeln dargelegten Lehren mit „chaldäischer“ (orientalischer) Weisheit in Verbindung brachte und Julian in einem solchen übertragenen Sinn „den Chaldäer“ nannte. Allerdings werden Chaldäer in den erhaltenen Fragmenten nicht erwähnt und die überlieferten Lehren zeigen einen griechischen Charakter.

## Inhalt
Wegen des fragmentarischen Charakters der Überlieferung lässt sich der Inhalt der Orakel nur umrisshaft rekonstruieren. Der Verfasser war offenbar mit dem Weltbild des Platonismus vertraut, insbesondere mit Platons Dialog Parmenides, auf dessen Gedankengut er zurückgriff. Hinsichtlich der überlieferten Einzelheiten ist zu berücksichtigen, dass die Neuplatoniker, auf welche die vorliegenden Informationen zurückgehen, die Orakel im Sinne ihrer eigenen philosophischen Modelle interpretierten und damit den ursprünglichen Sinn möglicherweise erheblich veränderten.
Die Orakelsprüche werden verschiedenen Göttern zugeschrieben. Sie sind Antworten der Götter auf Fragen von Menschen, doch sind die Fragen nicht überliefert. Eine besonders wichtige Rolle spielt die Göttin Hekate. Im Gegensatz zu einer volkstümlichen Tradition, in der Hekate vorwiegend als furchteinflößende Gestalt erscheint, wird sie hier als wohlwollende, hilfreiche Göttin dargestellt. Sie ist das lebenspendende Prinzip, aus dem die Weltseele hervorgeht. Nach einer älteren Forschungsmeinung ist sie mit der Weltseele gleichzusetzen, doch in der neueren Forschung hat sich die Auffassung durchgesetzt, dass sie der Weltseele übergeordnet und deren Ursprung ist. Hekate ist auch die Quelle der Tugend oder Vortrefflichkeit (aretḗ).
Der Überlieferung zufolge stammen die Orakel von der göttlichen Trias (Dreiheit), auf welche die hierarchisch aufgebaute Weltordnung zurückzuführen ist. Nach der Lehre der Orakel gipfelt die Trias in dem intelligiblen „Vater“, dem obersten Prinzip, das als Feuer charakterisiert wird. Dieses Prinzip stellt eine Einheit dar, doch da es die Welt der Zahlen transzendiert, wird seine Bezeichnung als „das Eine“ abgelehnt. Die beiden anderen Bestandteile der Trias sind die „Kraft“ (dýnamis) und der Intellekt (nous). Sie sind dem Vater untergeordnet, bilden aber in gewisser Hinsicht eine Einheit mit ihm. Der Intellekt existiert zweifach, es gibt zwei Intellekte mit unterschiedlichen Funktionen (die Bedeutung der Lehre von den zwei Intellekten und ihren Funktionen ist unklar und in der Forschung umstritten). Der Vater hat sich „entzogen“, das heißt, er hat sich zurückgezogen und damit aus seiner ursprünglichen Einheit mit der Kraft und dem Intellekt gelöst (zumindest in gewisser Hinsicht). Durch diesen Trennungsakt hat er ermöglicht, dass es außer der undifferenzierten göttlichen Einheit auch Verschiedenheit und damit eine mannigfaltige Welt gibt. Der Vater ist nicht selbst als Weltschöpfer tätig, sondern diese Aufgabe übernimmt der Intellekt als Demiurg.
Die platonischen Ideen werden in den Orakeln als die Gedanken des Vaters aufgefasst. Auf der Ebene des Vaters, aus dem sie hervorgehen, bilden sie eine undifferenzierte Einheit. Von dort steigen sie zur Ebene des Intellekts hinab, auf der sie sich differenzieren. Über die Weltseele wirken sie auf die sinnlich wahrnehmbare Welt ein.
Der menschlichen Seele ist es grundsätzlich möglich, den Vater zu erkennen. Die Gotteserkenntnis vollzieht sich jedoch nicht wie die Erkenntnis der Dinge, denn die höchste Gottheit ist kein Einzelding. Benötigt wird eine besondere Fähigkeit, ein Instrument der Seele, das die Orakel „Blüte des Intellekts“ nennen. Eine Voraussetzung des Erkenntnisakts ist, dass der Geist von allen seinen Inhalten entleert wird und in einen passiven Zustand der Empfänglichkeit eintritt. Er richtet sein „Auge“ dann nicht direkt auf die Gottheit, sondern wird von ihr erreicht.
In den Orakeln kommen verschiedene Arten von nicht verkörperten geistigen Wesen vor, darunter die „Engel“ und die íynges genannten Boten, die zwischen der göttlichen Welt und den Menschen vermitteln, sowie die synocheís („Zusammenhalter“), die für die Bewahrung der kosmischen Ordnung sorgen. Eine wichtige Rolle spielt Eros, der als universale, das Weltall durchdringende und harmonisierende Macht aufgefasst wird. Die Seelenwanderungslehre wird verkündet, und zwar in einer Variante, die – im Gegensatz zu Platons Auffassung – die Einkörperung von menschlichen Seelen in Tiere für unmöglich erklärt, da die vernünftige Menschenseele nicht gegen ihre Natur in Vernunftloses eingehen könne.
Ein wichtiges Thema der Orakel ist der Abstieg der Seele aus der geistigen Welt in die Körperwelt und ihr beabsichtigter Wiederaufstieg, also ihre Rückkehr in ihre Heimat. Der Abstieg hat die Seele durch die in Platons Dialog Timaios beschriebenen sieben Planetensphären auf die Erde geführt, wobei sie den Seelenwagen benutzte. So ist sie unter die Gewalt des im materiellen Bereich herrschenden Zwanges geraten. Das Ziel, das sie nun verfolgt, ist ihre Rettung von der „unseligen Erde“ und die Wiedererlangung ihrer ursprünglichen Freiheit. Die Orakel beschreiben die dafür erforderlichen Schritte und Mittel. Wenn die Seele sich ihrer Herkunft erinnert und den Anweisungen der Orakel folgt, vermag sie sich von ihrer Bindung an die Erde zu lösen und dem göttlichen Licht zuzustreben. Dabei wird sie allerdings von bösen Dämonen behindert. Sie soll sich „nackt“ auf das Göttliche ausrichten, das heißt, indem sie sich vom Körper, der sie wie ein Kleid umhüllt, abwendet. Es wird die Erwartung ausgedrückt, dass die Seele mit ihrem Wiederaufstieg der Materie endgültig entkommt und kein weiteres Mal hinabsteigen wird, da sie nach ihrer Heimkehr keine Neigung mehr dazu hat.
Auffällig ist die Diskrepanz zwischen dem gängigen Chaldäerbild der römischen Kaiserzeit und den Lehren der Orakel. Die Chaldäer galten als Astronomen, Astrologen, Wahrsager und – besonders bei lateinisch schreibenden Autoren – oft als Scharlatane. In den Orakeln hingegen wird die Astrologie ebenso wie andere Wahrsagungsmethoden (Vogel- und Opferschau) abgelehnt, da Wahrsagung überflüssig sei und vom Wesentlichen – der Erlösung der Seele – ablenke. Für den Heilsweg der Orakel ist Konzentration auf die Tugenden maßgeblich, die Erforschung von Gesetzmäßigkeiten der materiellen Welt, auch der Gestirneinflüsse, gilt als Zeitverschwendung.

## Rezeption

### Antike
In der Antike bezeichnete man die Orakel meistens nur kurz als „die Sprüche“ (ta lógia); das Adjektiv „chaldäisch“ wurde vor dem 11. Jahrhundert selten hinzugefügt. In den Quellen ist oft von „den Chaldäern“ oder „den Theurgen“ die Rede, woraus vermutlich zu erschließen ist, dass die Aufzeichnung der Orakel als Gemeinschaftswerk Julians des Theurgen und seines Vaters betrachtet wurde.
In den erhaltenen Fragmenten der Werke des Mittelplatonikers Numenios, der im 2. Jahrhundert lebte, finden sich Übereinstimmungen mit den Chaldäischen Orakeln, die eine Beeinflussung erkennen lassen. Unklar ist, ob Numenios die Orakel kannte oder deren Verfasser die Werke des Numenios oder beides. Ein Kontakt zwischen den beiden kam möglicherweise dadurch zustande, dass der Verfasser der Orakel als Priester im Tempel des Belos in Numenios' Heimatstadt Apameia in der römischen Provinz Syria tätig war.
Im 3. Jahrhundert beschäftigte sich der Neuplatoniker Porphyrios mit den Chaldäischen Orakeln. Zu seinen verlorenen Werken gehört die Schrift „Zu (den Orakeln) Julians des Chaldäers“ (Eis ta Ioulianoú tou Chaldaíou), die vielleicht mit der ebenfalls nicht erhaltenen Schrift „Die Orakel der Chaldäer“ (Tōn Chaldaíōn ta lógia) identisch ist. Auch in der Spätantike wurden die Chaldäischen Orakel von den Neuplatonikern intensiv rezipiert und standen bei ihnen in höchstem Ansehen; daher werden sie in der Forschungsliteratur als „Bibel der Neuplatoniker“ bezeichnet. Besonders Iamblichos von Chalkis, der sehr wahrscheinlich in Apameia lebte und lehrte, schätzte sie sehr. Er verfasste einen umfangreichen Kommentar von mindestens 28 Büchern, der nicht erhalten ist. Kaiser Julian sowie die Neuplatoniker Synesios von Kyrene und Proklos waren begeisterte Anhänger der Lehren der Orakel, und Damaskios, der im frühen 6. Jahrhundert der letzte Leiter der neuplatonischen Schule in Athen war, befasste sich mit ihrer Auslegung. Der umfangreiche Kommentar des Proklos zu den Orakeln ist heute verloren.

### Mittelalter
Michael Psellos, ein byzantinischer Universalgelehrter des 11. Jahrhunderts, befasste sich intensiv mit den Orakeln. Dabei vermerkte er auch Übereinstimmungen und Unterschiede zwischen ihrem Weltbild und der christlichen Lehre. Die Grundlage seiner Kenntnis des Werks war der Kommentar des Proklos, den er aber möglicherweise nicht direkt benutzen konnte; vielleicht lagen ihm nur Auszüge und Zitate in einer spätantiken christlichen Gegenschrift vor. Er erwähnte die Orakel in verschiedenen seiner Werke und verfasste drei Schriften, in denen er ausschließlich ihre Lehren behandelte. Diese drei Schriften sind erhalten. Es handelt sich um einen Kommentar (griechisch Exḗgēsis) zu den Orakeln, eine „Skizze“ (Hypotýpōsis) und eine „Darlegung“ (Ékthesis). Die Werke des Psellos sind wichtige Quellen für unsere Kenntnis der Chaldäischen Orakel; 42 Fragmente sind durch ihn überliefert. Eine weitere Quelle ist der „17. Brief“ des byzantinischen Gelehrten Michael Italikos (12. Jahrhundert), der sein Wissen über die Lehren der Orakel aus einer verlorenen Schrift bezog, die auch Psellos vorlag.
Im Spätmittelalter stellte der byzantinische Gelehrte Georgios Gemistos Plethon, der sich besonders für die religiöse Dimension des Platonismus interessierte, 36 der 42 Orakelsprüche, die er bei Psellos fand, zusammen (60 teils defekte Hexameter); die übrigen sechs, die er für unecht hielt, ließ er weg. Dabei nahm er erhebliche editorische Eingriffe in den Text vor. Außerdem verfasste er einen Kommentar und eine „kurze Erklärung der unklaren Aussagen in diesen Orakeln“. Als Urheber der Lehren betrachtete er den „Magus“ Zarathustra, dessen Schüler sie aufgezeichnet hätten. Nach seiner Überzeugung wurden die Lehren Zarathustras von Platon übernommen und stimmten daher mit dem Platonismus überein. Die Orakelsprüche hielt er für das älteste überlieferte Dokument dieser Weisheitstradition, die er wiederbeleben wollte. Im 15. Jahrhundert wurde seine Sammlung von Orakeltexten im Osmanischen Reich ins Arabische übersetzt.

### Frühe Neuzeit
Plethons Sammlung machte die Sprüche im 15. Jahrhundert auch im Westen bekannt. Der Humanist Marsilio Ficino († 1499) besaß eine Abschrift des Textes samt Plethons Kommentar. Giano Lascaris übersetzte die Orakel zwischen 1500 und 1503 ins Lateinische. Die Erstausgabe des griechischen Textes erschien 1538 in Paris. Im folgenden Jahr wurde in Paris eine lateinische Übersetzung der Sprüche und des Kommentars Plethons gedruckt. Der Dichter François Habert (* um 1510; † um 1561) übertrug die Sprüche in französische Verse (Les divins oracles de Zoroastre, 1558 in Paris publiziert). Johannes Opsopoeus (1556–1596) veröffentlichte 1589 eine Ausgabe mit einer neuen lateinischen Übersetzung; er edierte auch die Kommentare des Psellos und Plethons.
Im Westen wurde Plethons Ansicht über die Herkunft der Sprüche in der Renaissance zunächst kritiklos übernommen. Man glaubte, es handle sich um authentische Lehren Zarathustras. Gelehrte wie Marsilio Ficino, der päpstliche Bibliothekar Agostino Steuco († 1548) und Francesco Patrizi († 1597) erforschten die Orakel unter dieser Annahme. Allgemein verbreitet war die Überzeugung, man habe es mit Zeugnissen ältester Weisheit zu tun, die sich zur Bekräftigung philosophischer Behauptungen und Beweisführungen eigneten. 1591 erschien Patrizis Werk Zoroaster et eius CCCXX oracula Chaldaica („Zarathustra und seine 320 chaldäischen Orakel“), die erste eigenständige neuzeitliche Sammlung chaldäischer Fragmente (Edition und lateinische Übersetzung). Patrizi entnahm die Stellen aus Werken von Proklos, Damaskios, Simplikios, Olympiodoros und Synesios. Damit vergrößerte er den Umfang der bekannten Fragmenttexte um mehr als das Fünffache. Seine Begeisterung für die Lehren des Pseudo-Zarathustra gehörte zu den Umständen, die ihn in Konflikt mit der Inquisition brachten. 1596 kam sein Werk Nova de universis philosophia, das zahlreiche Orakelzitate und im Anhang die Edition enthielt, auf den Index der verbotenen Bücher, alle in Rom auffindbaren Exemplare sollten vernichtet werden. Dennoch blieb die Rezeption seiner Edition der Orakel außerordentlich breit, bis um die Mitte des 18. Jahrhunderts erschien fast in jedem Jahrzehnt eine Neuauflage. Im 17. Jahrhundert verwarfen jedoch bereits zahlreiche Gelehrte die Behauptung der Urheberschaft Zarathustras. Die Kritik an der traditionellen Zuschreibung setzte sich im 18. und 19. Jahrhundert zunehmend durch. In der Theosophie des 19. und frühen 20. Jahrhunderts (Helena Petrovna Blavatsky, Annie Besant) hielt man jedoch an der Authentizität der pseudo-zarathustrischen Orakel fest.

## Ausgaben und Übersetzungen
- Ruth Majercik (Hrsg.): The Chaldean Oracles. Brill, Leiden 1989, ISBN 90-04-09043-6 (griechischer Text, englische Übersetzung, Einführung und Kommentar)
- Édouard des Places (Hrsg.): Oracles chaldaïques, avec un choix de commentaires anciens. 5. Auflage, Les Belles Lettres, Paris 2010, ISBN 2-251-00203-0 (kritische Edition des griechischen Textes und französische Übersetzung)

Mittelalterliche Kommentare
- Dominic J. O’Meara (Hrsg.): Michaelis Pselli philosophica minora, Band 2: Opuscula psychologica, theologica, daemonologica. Teubner, Leipzig 1989, ISBN 3-322-00462-7, S. 126–151 (kritische Ausgabe der drei Schriften des Psellos)
- Brigitte Tambrun-Krasker (Hrsg.): Magika logia tōn apo Zōroastrou magōn. Geōrgiou Gemistou Plēthōnos exēgēsis eis ta auta logia. Oracles Chaldaïques. Recension de Georges Gémiste Pléthon. Vrin, Paris u. a. 1995, ISBN 2-7116-9832-7 (kritische Ausgabe von Plethons Orakelsammlung, seines Kommentars und seiner „kurzen Erklärung“ mit französischer Übersetzung und Kommentar; hinzu kommt S. 157–171 die von Michel Tardieu herausgegebene arabische Fassung der Sammlung mit französischer Übersetzung)